# Książ Wielki
Książ Wielki è un comune rurale polacco del distretto di Miechów, nel voivodato della Piccola Polonia. Ricopre una superficie di 137,8 km² e nel 2004 contava 5 604 abitanti.

## Geografia antropica

### Frazioni
Le frazioni che fanno parte di questo comune sono: Antolka, Boczkowice, Cisia Wola, Cisie, Częstoszowice, Giebułtów, Głogowiany, Konaszówka, Krzeszówka, Książ Mały, Książ Mały-Kolonia, Książ Wielki, Łazy, Małoszów, Mianocice, Moczydło, Rzędowice, Stara Wieś, Tochołów, Trzonów, Wielka Wieś, Wrzosy e Zaryszyn.